# تاکاتسوکاسا کازوکو
تاکاتسوکاسا کازوکو (به ژاپنی: 鷹司 和子, Takatsukasa Kazuko); ۳۰ سپتامبر ۱۹۲۹ – ۲۶ مهٔ ۱۹۸۹) شاهدخت، سومین دختر هیروهیتو اهل ژاپن بود.